# Italie aux Jeux olympiques d'été de 1988
L'Italie participe aux Jeux olympiques d'été de 1988 à Séoul en Corée du Sud. 253 athlètes italiens, 212 hommes et 41 femmes, ont participé à 140 compétitions dans 23 sports. Ils y ont obtenu 14 médailles : 6 d'or, 4 d'argent et 4 de bronze.

## Médailles
| Médaille | Discipline         | Épreuve                                           | Athlète                                                                                              | Performance | Date |
| -------- | ------------------ | ------------------------------------------------- | --- | ----------- | ---- |
| Or       | Athlétisme         | Marathon hommes                                   | Gelindo Bordin                                                                                       |             |      |
| Or       | Escrime            | Fleuret homme                                     | Stefano Cerioni                                                                                      |             |      |
| Or       | Lutte              | Lutte gréco-romaine - Poids super-mouches, -48 kg | Vincenzo Maenza                                                                                      |             |      |
| Or       | Aviron             | Quatre de couple hommes                           | Agostino Abbagnale Davide Tizzano Gianluca Farina Piero Poli                                         |             |      |
| Or       | Aviron             | Deux avec barreur hommes                          | Giuseppe di Capua Carmine Abbagnale Giuseppe Abbagnale                                               |             |      |
| Or       | Boxe               | Poids plumes (-57 kg)                             | Giovanni Parisi                                                                                      |             |      |
| Argent   | Athlétisme         | 10000 mètres hommes                               | Salvatore Antibo                                                                                     |             |      |
| Argent   | Escrime            | Fleuret femme par équipe                          | Francesca Bortolozzi Borella, Annapia Gandolfi, Lucia Traversa, Dorina Vaccaroni, Margherita Zalaffi |             |      |
| Argent   | Pentathlon moderne | Individuel                                        | Carlo Massullo                                                                                       |             |      |
| Argent   | Pentathlon moderne | Par équipes                                       | Carlo Massullo, Daniele Masala, Gianluca Tiberti                                                     |             |      |
| Bronze   | Athlétisme         | 20 km marche hommes                               | Maurizio Damilano                                                                                    |             |      |
| Bronze   | Escrime            | Sabre homme                                       | Giovanni Scalzo                                                                                      |             |      |
| Bronze   | Escrime            | Sabre homme par équipe                            | Massimo Cavaliere, Gianfranco Dalla Barba, Marco Marin, Ferdinando Meglio, Giovanni Scalzo           |             |      |
| Bronze   | Natation           | 200 mètres 4 nages hommes                         | Stefano Battistelli                                                                                  |             |      |